# 清水真
清水 真（しみず まこと、1961年5月21日 - ）は、日本の法学者（刑事法）。函館市生まれ。カトリック信者で洗礼名はアウグスティヌス。専門は、刑事訴訟法、医事法、少年法。明治大学大学院教授、東京医科歯科大学大学院医歯学総合研究科講師、財務省税関研修所高等科・高等専科講師、東京医科歯科大学医学部研究倫理審査委員・同遺伝子解析倫理委員や日本動脈硬化学会倫理委員、日本臨床法学教育協会理事、日本比較法研究所嘱託研究所員。
元函館大学教授の清水紘史は父親、作庭家で京都工芸繊維大学講師の重森千青は義兄。母方の祖父母・叔父・従弟等、親族に医師が多いことが医事法をも研究するきっかけだったとする。

## 学歴
北海道函館中部高等学校卒業。中央大学法学部法律学科卒業。中央大学大学院法学研究科博士前期課程刑事法修士課程修了、中央大学大学院法学研究科博士後期課程年限満了。法学修士。

## 職歴
慶應義塾大学法学部講師、獨協大学大学院法務研究科教授、北九州市立大学法学部講師、東亜大学大学院法学専攻・法学部助教授、白百合女子大学文学部講師、放送大学教養学部講師、白鷗大学法科大学院講師、中央学院大学法学部講師等を歴任。
日本弁護士連合会（外国法事務弁護士）綱紀委員、法科大学院協会常務委員・事務局次長、独立行政法人大学改革支援・学位授与機構法科大学院評価専門委員、カトリック調布教会委員、カトリック赤堤教会信徒副会長を歴任している。

## 所属学会
日本刑法学会、警察政策学会、日米法学会、日本医事法学会、臨床法学教育学会、日本被害者学会

## 主著

### 共著
- 安冨潔・清水真編『事例演習 刑事訴訟法』（法学書院、2013年11月）
- 法学教室編集室編『問題演習基本七法』（有斐閣、2019年12月）
- 土本武司・清水真編『法の学び方・考え方―刑事法学へのプロローグ』（東京法令出版、2005年3月）
- 安冨潔・清水真・布野貴史『擬律判断ハンドブック刑法編改訂版』（東京法令出版、2010年8月）